# Peter Cremerius
Peter Cremerius (* 16. September 1893 auf dem Sommersberger Hof; † 7. Dezember 1959) war ein deutscher Verwaltungsjurist, von 1931 bis 1945 Landrat des Kreises Borken und zuletzt im Rang eines Ministerialrats im Bundesministerium des Innern tätig.

## Leben

### Herkunft und Ausbildung
Peter Cremerius wurde als Sohn eines Gutsbesitzers auf dem Sommersberger Hof in der heutigen Gemeinde Wachtberg geboren. Der Hof befindet sich seit 1868 im Besitz der Familie. Nach Besuch der Volksschule und eines Gymnasiums (Reifeprüfung 1913) nahm er ein sechssemestriges Studium der Rechts- und Staatswissenschaften an den Universitäten Tübingen, Berlin und Bonn auf. Er war Mitglied der katholischen Studentenverbindungen KStV Arminia Bonn, KStV Askania-Burgundia Berlin und KStV Alamannia Tübingen im KV. Seine Studienzeit wurde durch den Kriegsdienst im Ersten Weltkrieg unterbrochen, während dessen er 1917 nach einer schweren Verwundung für felddienstunfähig erklärt und als Reserveleutnant zur Marineluftschifffahrt versetzt wurde. Erst im Februar 1919 erhielt Cremerius die Entlassung aus dem Militärdienst und konnte sein Studium in Bonn fortsetzen. 
Mit der Ablegung der ersten juristischen Prüfung und seiner Ernennung zum Gerichtsreferendar am 20. Juni 1920 vor dem Oberlandesgericht Köln setzte er seine juristische Ausbildung am Amtsgericht Rheinbach, unweit seines Geburtsorts fort. In dieser Phase wurde er im Dezember 1920 in Heidelberg mit dem Thema „Schadensersatzansprüche bei der Luftschifffahrt“ zum Dr. jur. promoviert. 
Mit seinem Wechsel in den preußischen Verwaltungsdienst unter gleichzeitiger Ernennung zum Regierungsreferendar wurde Peter Cremerius im April 1921 an die Regierung Köln zur weiteren Beschäftigung überwiesen. Mit Ablegung der Großen Staatsprüfung folgte am 23. Juni 1923 seine Ernennung zum Regierungsassessor.

### Werdegang
Eine erste Leitungsstelle besetzte Peter Cremerius, nachdem ihn sein Dienstherr vom 18. November 1923 bis zum 17. Januar 1924 mit der auftragsweisen Verwaltung des Landratsamtes des Kreis Düren beauftragt hatte. Anschließend wurde er im März 1924 zur weiteren Beschäftigung an die Regierung Aachen überwiesen, der auch der Kreis Düren unterstand. Nach der Wiederbesetzung der Landratsstelle in Düren durch Paul Schaaff wurde Cremerius im Juni 1924 zunächst in seiner Stellung als Regierungsassessor nach dort überwiesen. Er kehrte jedoch im November 1925 an die Regierung in Aachen zurück, von wo aus er im Januar 1928 an die Regierung Hildesheim versetzt wurde. In Hildesheim erhielt Cremerius auch am 4. April 1928 die Ernennung zum Regierungsrat. Zur aushilfsweisen Beschäftigung wurde er dann im Januar 1930 vorübergehend an das Reichsministerium für Ernährung und Landwirtschaft überwiesen und dort im August 1931 auch zum persönlichen Referenten des Staatssekretärs Hermann Heukamp ernannt.
Mit dem Erreichen der Altersgrenze wurde Stephan Graf von Spee, als Landrat des Kreis Borken, zum 21. Oktober 1931 in den Ruhestand versetzt und parallel hierzu Peter Cremerius zum 1. Oktober 1931 kommissarisch mit der Verwaltung des Landratsamtes in Borken beauftragt. Im darauf folgenden Februar definitiv als Landrat eingesetzt, verblieb er bis zum Ausgang des Zweiten Weltkriegs 1945 in diesem Amt. Zum 1. Mai 1933 trat er der NSDAP bei (Mitgliedsnummer 3.567.453). Von Juni bis Oktober 1940 selbst im Kriegsdienst, vertrat er vom 12. bis 15. Januar 1942 Felix Sümmermann, den Landrat des Kreis Ahaus während dessen kriegsbedingter Abwesenheit. Seine Aufgabenschwerpunkte sah er im landwirtschaftlichen Erziehungswesen sowie im landeskulturellen Bereich. 
Nach dem Erlass des Gesetzes zur Wiederherstellung des Berufsbeamtentums am 7. April 1933 war Cremerius 1934, mit Wirkung vom 1. Mai 1933, der Nationalsozialistischen Deutschen Arbeiterpartei beigetreten.
Nach seiner Amtsenthebung seitens der britischen Militärbehörden verbrachte Cremerius den Zeitraum vom 29. März bis zum 4. August 1945 im Internierungslager Recklinghausen-Hillerheide. Er fand dann zunächst ab dem 24. Januar 1947 als Angestellter eine Wiederbeschäftigung im neu gebildeten Kultusministerium NRW in Düsseldorf. Noch im selben Jahr erhielt Cremerius am 15. August eine Berufung als Kanzler an die Rheinische Friedrich-Wilhelms-Universität in Bonn, wo er sich um den Wiederaufbau von Einrichtungen bemühte. 
Am 22. Februar 1949 zum Oberregierungsrat ernannt, folgte schließlich am 4. August 1952 seine Versetzung als Referent in das Bundesministerium des Innern mit im April 1953 anschließender Beförderung zum Ministerialrat. Zum 1. Juli 1954 wurde Peter Cremerius in den Ruhestand versetzt.